# George W. Whitmore

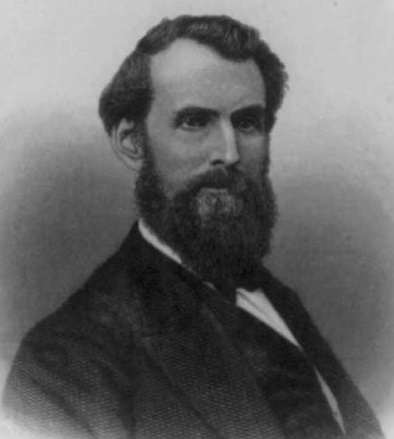
George W. Whitmore

George Washington Whitmore (* 26. August 1824 im McMinn County, Tennessee; † 14. Oktober 1876 in Tyler, Texas) war ein US-amerikanischer Politiker. Zwischen 1869 und 1871 vertrat er den Bundesstaat Texas im US-Repräsentantenhaus.

## Werdegang
George Whitmore besuchte die öffentlichen Schulen seiner Heimat. Im Jahr 1848 zog er nach Texas. Nach einem anschließenden Jurastudium und seiner Zulassung als Rechtsanwalt begann er in Tyler in diesem Beruf zu arbeiten. Gleichzeitig schlug er eine politische Laufbahn ein. In den Jahren 1852, 1853 und 1858 war er Abgeordneter im Repräsentantenhaus von Texas; 1866 fungierte er als Staatsanwalt im neunten Gerichtsbezirk seines Staates. Ein Jahr später, 1867, wurde er Konkursverwalter.
Nach der Wiederzulassung des Staates Texas zur Union wurde Whitmore als Kandidat der Republikanischen Partei in den Kongress in Washington, D.C. gewählt, wo er am 30. März 1870 sein neues Mandat antrat. Da er bei den regulären Kongresswahlen des Jahres 1870 nicht bestätigt wurde, konnte er bis zum 3. März 1871 nur die laufende Legislaturperiode im Kongress absolvieren. Nach dem Ende seiner Zeit im US-Repräsentantenhaus praktizierte George Whitmore wieder als Anwalt. Er starb am 14. Oktober 1876 in Tyler, wo er auch beigesetzt wurde.